# Municipio de Sugar Creek (condado de Hancock)
El municipio de Sugar Creek (en inglés: Sugar Creek Township) es un municipio ubicado en el condado de Hancock en el estado estadounidense de Indiana. En el año 2010 tenía una población de 14 920 habitantes y una densidad poblacional de 162,74 personas por km².

## Geografía
El municipio de Sugar Creek se encuentra ubicado en las coordenadas 39°44′21″N 85°53′38″O / 39.73917, -85.89389. Según la Oficina del Censo de los Estados Unidos, el municipio tiene una superficie total de 91.68 km², de la cual 91,43 km² corresponden a tierra firme y (0,27 %) 0,25 km² es agua.

## Demografía
Según el censo de 2010, había 14 920 personas residiendo en el municipio de Sugar Creek. La densidad de población era de 162,74 hab./km². De los 14 920 habitantes, el municipio de Sugar Creek estaba compuesto por el 97,23 % blancos, el 0,64 % eran afroamericanos, el 0,23 % eran amerindios, el 0,72 % eran asiáticos, el 0,21 % eran de otras razas y el 0,98 % eran de una mezcla de razas. Del total de la población el 1,01 % eran hispanos o latinos de cualquier raza.